# Лема Бореля — Кантеллі
Ле́ма Боре́ля — Канте́ллі в теорії ймовірностей — це результат, що виражає властивості нескінченної множини подій. Використовується зокрема при доведенні сильного закону великих чисел. Як правило подаються дві леми, хоча іноді лемою Бореля — Кантеллі називають лише першу з них.

## Перша лема
Нехай задано ймовірнісний простір {\displaystyle (\Omega ,{\mathcal {F}},\mathbb {P} )} і послідовність подій {\displaystyle \{A_{n}\}_{n=1}^{\infty }\subset {\mathcal {F}}}. Позначимо
{\displaystyle A=\limsup \limits _{n\to \infty }A_{n}\equiv \bigcap \limits _{m=1}^{\infty }\left(\bigcup \limits _{n=m}^{\infty }A_{n}\right)}.
Тоді якщо ряд {\displaystyle \sum \limits _{n=1}^{\infty }\mathbb {P} \left(A_{n}\right)} є збіжним, то {\displaystyle \mathbb {P} (A)=0}.

### Доведення
Спершу зазначимо, що {\displaystyle \limsup \limits _{n\to \infty }A_{n}\subset \bigcup \limits _{n=m}^{\infty }A_{n}}. Тому згідно з властивостями ймовірності маємо для усіх k:
{\displaystyle P\left(\limsup \limits _{n\to \infty }A_{n}\right)\leq P\left(\bigcup \limits _{n=m}^{\infty }A_{n}\right)\leq \sum \limits _{n=m}^{\infty }P\left(A_{n}\right)\rightarrow 0}.
Остання границя пояснюється тим, що сума залишкових членів збіжного ряду ряду прямує до нуля. З виведених нерівностей одержуємо твердження теореми.

## Друга лема
Якщо всі події {\displaystyle \{A_{n}\}_{n=1}^{\infty }} сумісно незалежні, і ряд {\displaystyle \sum \limits _{n=1}^{\infty }\mathbb {P} \left(A_{n}\right)} є розбіжним, то {\displaystyle \mathbb {P} (A)=1}.

### Доведення
Достатньо довести, що для всіх k виконується:
{\displaystyle P\left(\bigcup \limits _{n=k}^{\infty }A_{n}\right)=1}
Справді ймовірність перетину тоді теж буде рівною одиниці.
Отже зафіксуємо k і розглянемо часткове об'єднання до деякого m > k
Оскільки доповнення незалежних подій теж є незалежними, маємо
{\displaystyle P\left(\bigcap \limits _{n=k}^{m}A_{n}^{c}\right)=\prod \limits _{n=k}^{m}P(A_{n}^{c})=\prod _{n=k}^{m}\left(1-P\left(A_{n}\right)\right)}
Зважаючи, що {\displaystyle 1-x\leq e^{-x}} маємо
{\displaystyle \prod _{n=k}^{m}\left(1-P\left(A_{n}\right)\right)\leq \prod _{n=k}^{m}e^{-P(A_{n})}=\exp(-\sum \limits _{n=k}^{m}P(A_{n}))}
Останній вираз згідно з припущенням леми прямує до нуля при {\displaystyle m\rightarrow \infty } тому:
{\displaystyle P\left(\bigcap \limits _{n=k}^{m}A_{n}^{c}\right)\rightarrow 0}
Однак виконується
{\displaystyle P\left(\bigcap \limits _{n=k}^{m}A_{n}^{c}\right)=P\left(\Omega \setminus \bigcup \limits _{n=k}^{m}A_{n}\right)=1-P\left(\bigcup \limits _{n=k}^{m}A_{n}\right)}
звідки при {\displaystyle m\rightarrow \infty } отримаємо бажаний результат.